# Liste der Biografien/Kni
Liste der Biografien |
Portal Biografien |
Personensuche
# |
A |
B |
C |
D |
E |
F |
G |
H |
I |
J |
K |
L |
M |
N |
O |
P |
Q |
R |
S |
T |
U |
V |
W |
X |
Y |
Z |
?
 
Ka |
Kb |
Kc |
Kd |
Ke |
Kf |
Kg |
Kh |
Ki |
Kj |
Kl |
Km |
Kn |
Ko |
Kp |
Kr |
Ks |
Kt |
Ku |
Kv |
Kw |
Ky |
Kx |
Kz
 
Kna |
Kne |
Kng |
Kni |
Knj |
Kno |
Knu |
Kny
Die Liste der Biografien führt alle Personen auf, die in der deutschsprachigen Wikipedia einen Artikel haben. Dieses ist eine Teilliste mit 440 Einträgen von Personen, deren Namen mit den Buchstaben „Kni“ beginnt.

## Kni

### Knia
- Kniat, Michél (* 1985), deutscher Fußballtrainer
- Kniaziewicz, Karol (1762–1842), polnischer General
- Kniaźnin, Franciszek Dionizy (1750–1807), polnischer Jesuit und Dichter

### Knib
- Knibb, Kellion (* 1993), jamaikanische Leichtathletin
- Knibb, Taylor (* 1998), US-amerikanische TriathletinTaylor Knibb (* 1998)

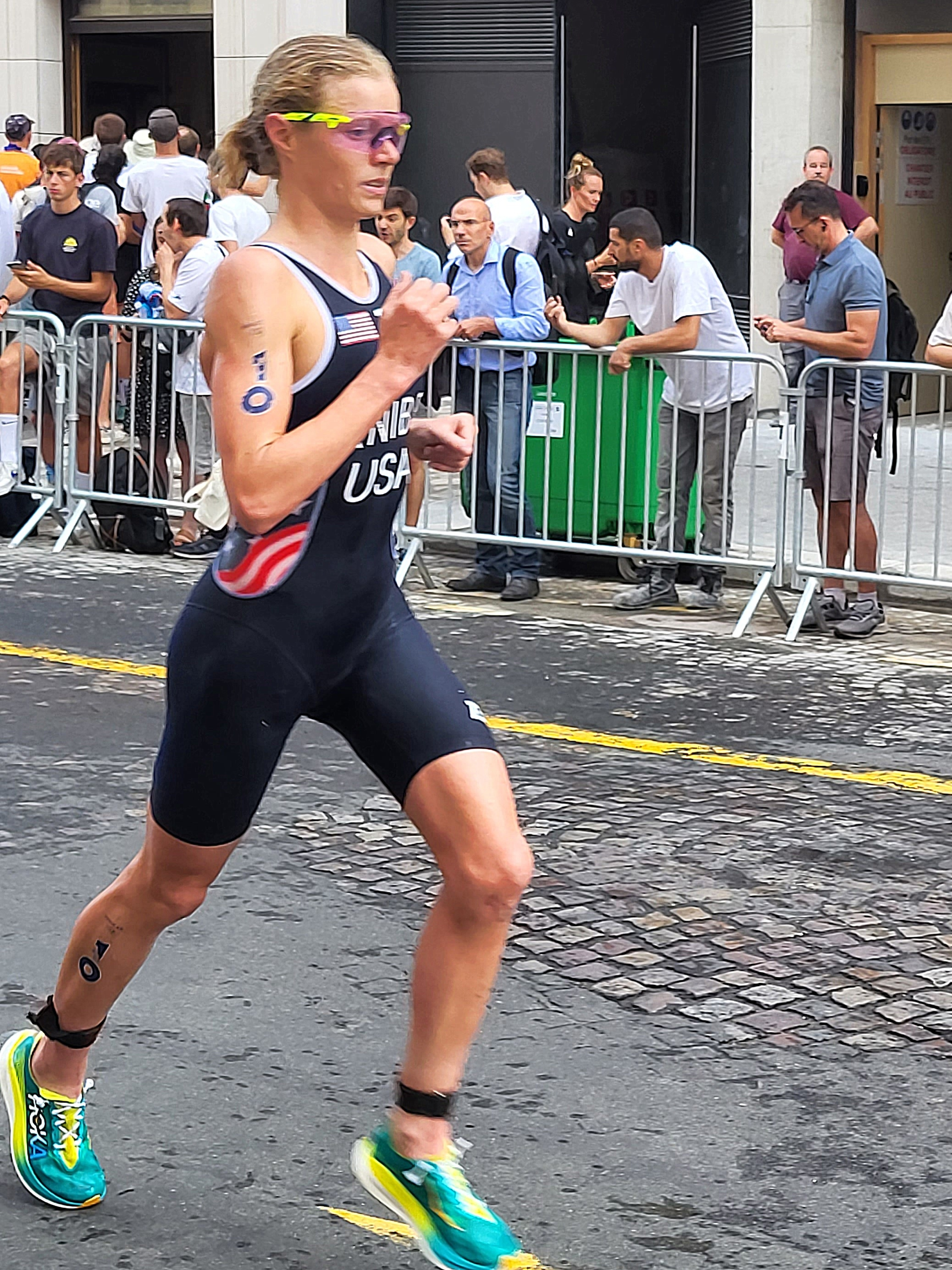
Taylor Knibb (* 1998)

- Knibbe, Dieter (1934–2015), österreichischer Althistoriker und Epigraphiker
- Knibbe, Wilhelm (1791–1862), königlich westfälischer und königlich-hannoverscher Offizier, Dragoner und Rittmeister
- Knibbergen, Catharina van, niederländische Landschaftsmalerin
- Knibbs, Alex (* 1999), britischer Leichtathlet

### Knic
- Knićanin, Stevan (1809–1855), serbischer General
- Knicek, Helga (* 1967), österreichische Politikerin (FPÖ, BZÖ, FPK), Landtagsabgeordnete
- Knichel, Claudia (* 1964), deutsche Schauspielerin
- Knichel, Josef (1889–1955), deutscher römisch-katholischer Geistlicher
- Knichen, Andreas von (1560–1621), deutscher Rechtswissenschaftler und Politiker
- Knick, Artur (1883–1944), deutscher Mediziner
- Knickenberg, Hermann Leo (1848–1939), preußischer Landrat im Landkreis Beckum
- Knickenberg, Manfred (* 1937), deutscher Leichtathlet und Olympiateilnehmer
- Knickerbocker, Harmen Jansen, Siedler der niederländischen Kolonie Nieuw Nederland
- Knickerbocker, Herman (1779–1855), US-amerikanischer Jurist und Politiker
- Knickerbocker, Hubert Renfro (1898–1949), US-amerikanischer Journalist, Publizist und PulitzerpreisträgerHubert Renfro Knickerbocker (1898–1949)

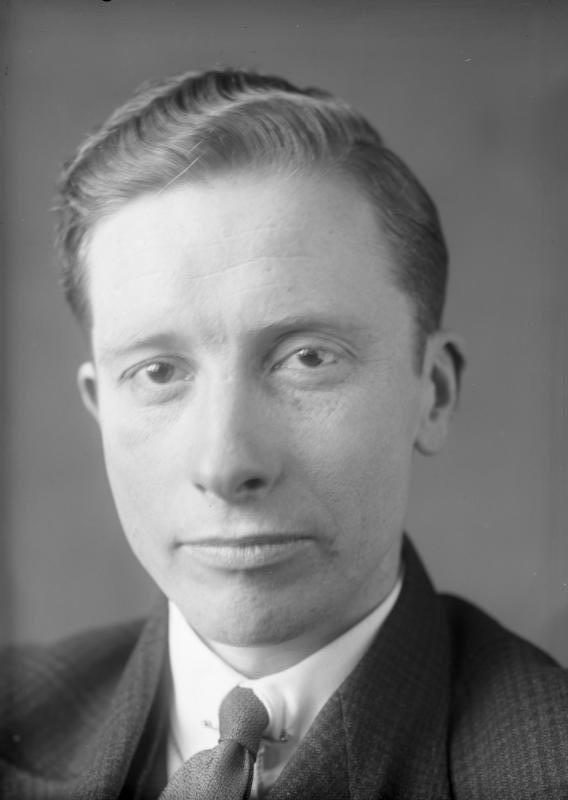
Hubert Renfro Knickerbocker (1898–1949)

- Knickerbocker, Will (1939–1994), US-amerikanischer Schauspieler
- Knickman, Roy (* 1965), US-amerikanischer Radrennfahrer
- Knickmann, Heinrich August (1894–1941), deutscher Politiker (NSDAP), MdR
- Knickmann, Ludwig (1897–1923), deutscher Stoßtruppführer
- Knickrehm, Irene (1925–2019), deutsche Politikerin (CDU), MdHB
- Knickrehm, Janice (1925–2013), US-amerikanische Schauspielerin
- Knickrehm, Sabine (* 1959), deutsche Juristin, Richterin am deutschen Bundessozialgericht
- Knickrehm, Ulrich (* 1955), deutscher Politiker (BürgerForum Goch)
- Knickrehm, Uwe (1947–2023), deutscher Studentenfunktionär und Windenergie-Manager
- Knicza, Peter (1942–2012), österreichischer Hörfunkmoderator

### Knie
- Knie, Andreas (* 1953), deutscher Arzt und Kommunalpolitiker
- Knie, Andreas (* 1960), deutscher SozialwissenschaftlerAndreas Knie (* 1960)

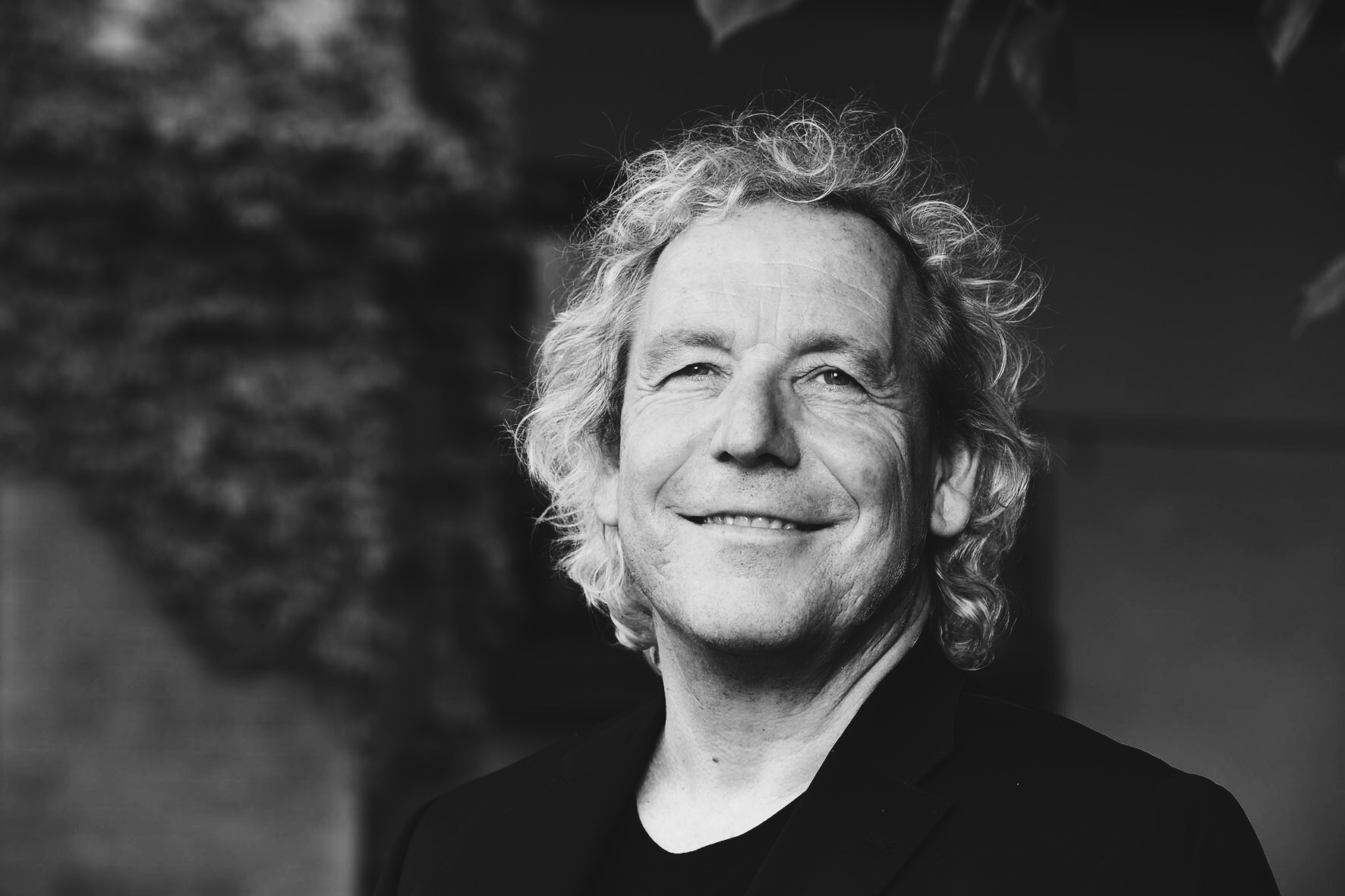
Andreas Knie (* 1960)

- Knie, Charles (* 1947), deutscher Zirkusgründer
- Knie, Christoph (* 1984), deutscher Biathlet
- Knie, Franco (* 1954), Schweizer Zirkusdirektor und Dresseur
- Knie, Fredy junior (* 1946), Schweizer Zirkusdirektor und Pferdedresseur
- Knie, Fredy senior (1920–2003), Schweizer Zirkusdirektor
- Knie, Friedrich (1783–1850), Begründer der österreichischen Zirkusfamilie Knie
- Knie, Géraldine Katharina (* 1973), Schweizer Pferdeartistin und Zirkusdirektorin
- Knie, Gregory (* 1977), Schweizer Circusproduzent und Unternehmer
- Knie, Johann Georg (1794–1859), deutscher Blindenpädagoge, Gründer und langjähriger Leiter des Blindeninstitutes in Breslau
- Knie, Roberta (1938–2017), deutschamerikanische Opernsängerin (Sopran)
- Knie, Rolf (* 1949), Schweizer Kunstmaler und Artist
- Knie, Rolf senior (1921–1997), Schweizer Elefantendompteur und Zirkusdirektor
- Knie, Ute (* 1950), evangelische Theologin, Pädagogin, Gleichberechtigung/Feminismus in der evangelischen Kirche
- Kniebe, Tobias (* 1968), deutscher Journalist und Filmkritiker
- Kniebe, Walther (1884–1970), deutscher Bildhauer
- Kniebeler, Theodor (1909–1944), deutscher römisch-katholischer Geistlicher und Märtyrer
- Knief, Andrea, deutsche Tanzsportlerin
- Knief, Frank, deutscher Tanzsportler
- Knief, Heinrich, deutscher Beamter und Politiker (DDP)
- Knief, Johann (1880–1919), deutscher Lehrer, Redakteur und Politiker
- Kniefall, Fred (* 1909), deutscher SS- und SD-Angehöriger
- Kniehahn, Werner (1895–1967), deutscher Maschinenbauer und Hochschullehrer
- Kniel, Manfred (* 1951), deutscher Schlagzeuger, Perkussionist und Komponist des Jazz und der Improvisationsmusik
- Kniele, Rupert (1844–1911), deutscher Arzt
- Knieling, Horst, deutscher Fußballspieler
- Knieling, Jörg (* 1964), deutscher Stadtplaner und Hochschullehrer
- Knieling, Reiner (* 1963), deutscher lutherischer Theologe
- Kniep, Christoph Heinrich (1755–1825), deutscher Porträt-, Veduten- und LandschaftszeichnerChristoph Heinrich Kniep (1755–1825)

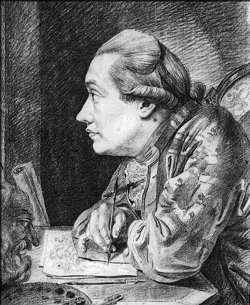
Christoph Heinrich Kniep (1755–1825)

- Kniep, Conny, deutsche Fernsehmoderatorin
- Kniep, Hans (1881–1930), deutscher Botaniker und Universitätsprofessor
- Kniep, Rüdiger (1945–2024), deutscher Chemiker
- Knieper, Jürgen (* 1941), deutscher Komponist von Filmmusik
- Knieper, Myriam (* 1968), deutsche Fußballspielerin
- Knieper, Rolf (* 1941), deutscher Rechtswissenschaftler
- Knieper, Werner (1909–1977), deutscher politischer Beamter und Manager
- Kniepert, Andreas (* 1950), deutscher Ingenieur und Politiker (FDP), MdL
- Kniepert, Erni (1911–1990), österreichische Kostümbildnerin
- Kniepkamp, Ernst (1895–1977), deutscher Ingenieur und Heeresbeamter
- Knieps, Franz (* 1956), deutscher Jurist und Krankenversicherungsexperte
- Knieps, Franz-Josef (* 1942), deutscher Unternehmer und Politiker (CDU), MdL
- Knieriem, Andreas (* 1965), deutscher Veterinärmediziner und ZoodirektorAndreas Knieriem (* 1965)

Andreas Knieriem (* 1965)

- Knieriem, August von (1887–1978), deutscher Jurist und Wirtschaftsführer
- Knieriem, Johann (1857–1884), deutscher Politiker (SPD) in der frühen Arbeiterbewegung
- Knieriem, Lorenz (* 1973), deutscher Autor und Lektor
- Knieriem, Michael (* 1943), deutscher Historiker
- Knieriem, Ottokar von (1893–1966), Bankdirektor
- Knieriem, Woldemar von (1849–1935), deutsch-baltischer Agrarwissenschaftler
- Knierim, Chris (* 1987), US-amerikanischer Eiskunstläufer
- Knierim, Herbert (1924–2007), deutscher Politiker (CDU), MdL
- Knierim, Julius (1919–1999), deutscher Heilpädagoge, Musikwissenschaftler und Komponist
- Knierim, Valentin (1808–1885), deutscher Bürgermeister, Landtagsabgeordneter Waldeck
- Knies, Franz, deutscher Opern- und Evangeliumssänger (Tenor)
- Knies, Gerhard (1937–2017), deutscher Physiker
- Knies, Karl (1821–1898), deutscher Ökonom
- Knies, Wolfgang (1934–2019), deutscher Rechtswissenschaftler und Politiker (CDU)
- Kniesbeck, Matthias (1955–2018), deutscher Schauspieler und Regisseur
- Kniesburges, Maria (* 1956), deutsche Journalistin
- Kniesch, Joachim (1907–1991), deutscher Jurist
- Kniese, Fritz (1869–1918), deutscher Schwimmer
- Kniese, Julie (1880–1972), deutsche Schriftstellerin
- Kniese, Julius (1848–1905), deutscher Chorleiter, Dirigent, Musikdirektor in Aachen und Festspielleiter in Bayreuth
- Kniese, Tosca (* 1978), deutsche Politikerin (AfD, Bürger für Thüringen)
- Kniesek, Werner (* 1946), österreichischer MörderWerner Kniesek (* 1946)

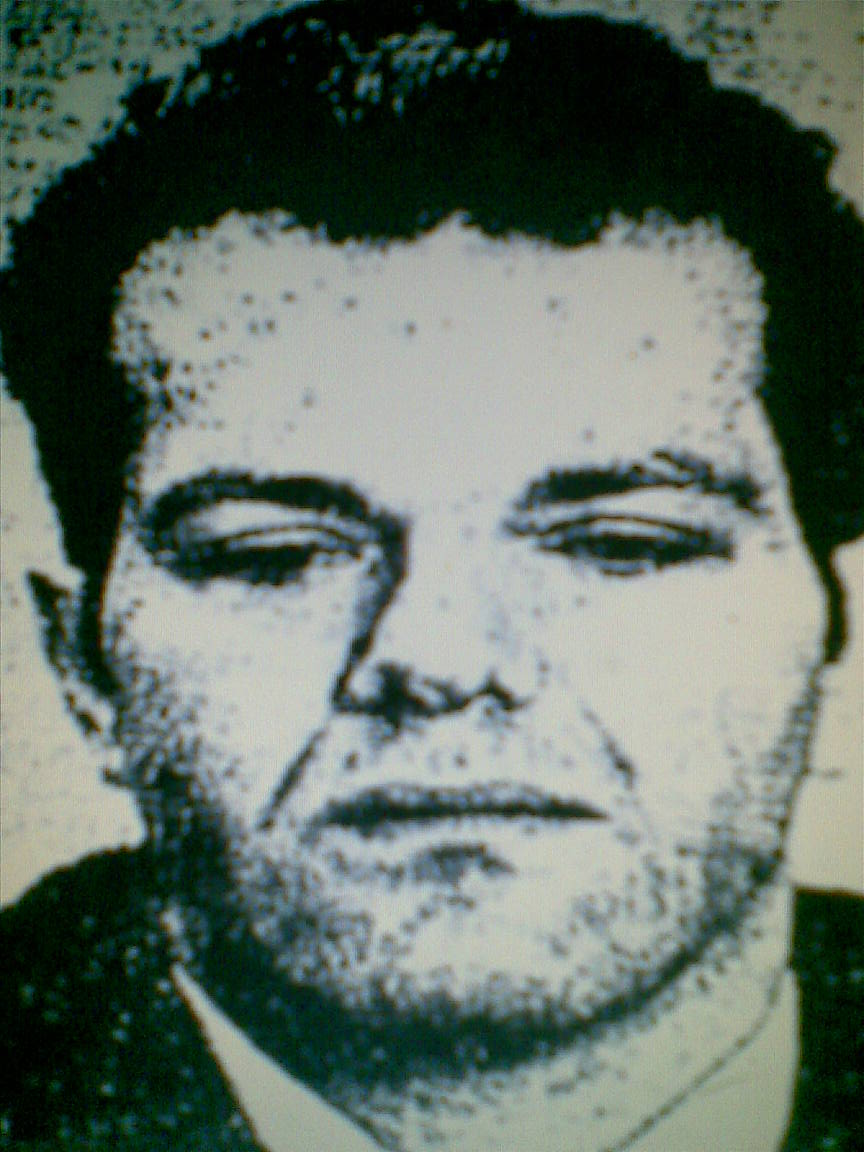
Werner Kniesek (* 1946)

- Kniesel, Michael (* 1945), deutscher Rechtswissenschaftler
- Knieß, Baptist (1885–1956), deutscher General der Infanterie im Zweiten Weltkrieg
- Knieß, Günter Rudolf (* 1951), deutscher Diplomat
- Knieß, Werner, deutscher Radrennfahrer
- Kniest, Albert Heinrich (1908–1984), deutscher Schachkomponist
- Kniest, Peter (1914–1993), deutscher Schachkomponist
- Kniest, Wilhelm (1863–1951), deutscher Politiker (DDP, DStP), MdR, MdL
- Kniestädt, Georg (1895–1948), deutscher Violinist
- Kniestedt, Carla (* 1960), deutsche Fernsehmoderatorin und Politikerin (Bündnis 90/Die Grünen)
- Kniestedt, Friedrich Julius von (1765–1825), deutscher Jurist und Gutsbesitzer
- Kniestedt, Karl-Heinz (1925–1977), deutscher Politiker (SEW) und SED-Funktionär
- Knietsch, Rudolf (1854–1906), deutscher Chemiker
- Knietsch, Uwe (* 1965), deutscher Aktionskünstler
- Knietzsch, Horst (1927–2005), deutscher Filmkritiker und Autor
- Knievel, Evel (1938–2007), US-amerikanischer MotorradstuntmanEvel Knievel (1938–2007)

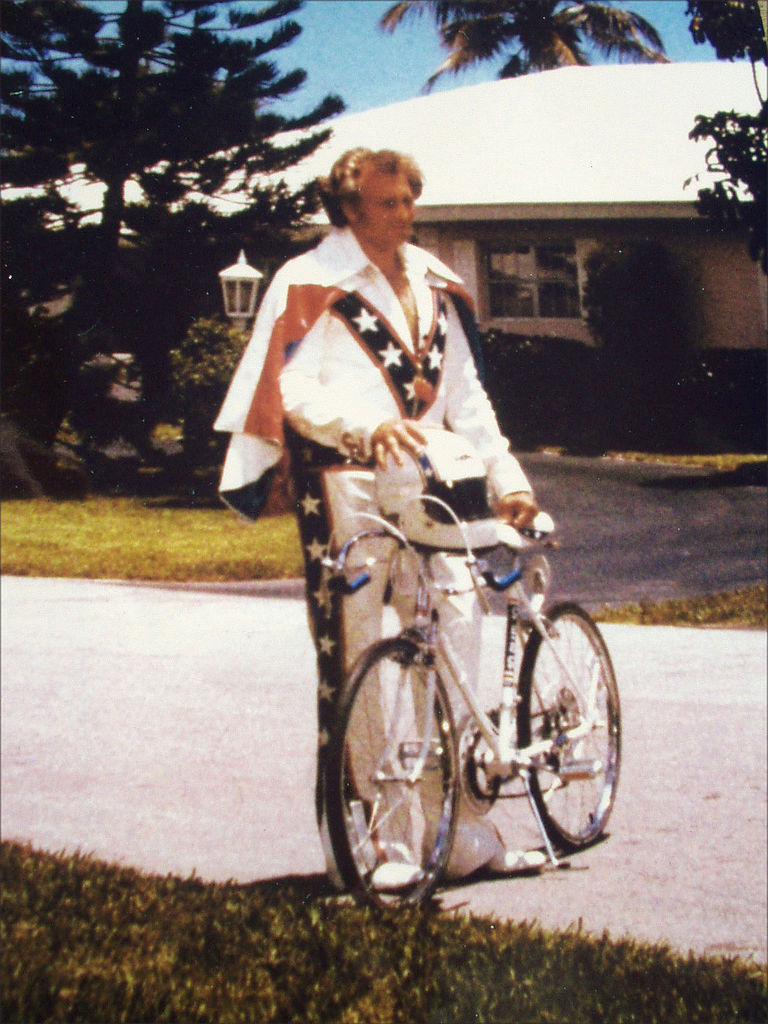
Evel Knievel (1938–2007)

- Knievel, Robbie (1962–2023), US-amerikanischer Motorradstuntman
- Kniewasser, Johann (1951–2012), österreichischer Skirennläufer
- Kniewel, Theodor (1783–1859), Lehrer, Chorleiter und evangelischer Pfarrer in Danzig
- Kniewitz, Heinrich (1882–1948), deutscher Landrat

### Knif
- Knifer, Julije (1924–2004), kroatischer Maler
- Kniffin, Frank C. (1894–1968), US-amerikanischer Politiker
- Kniffka, Hannes (* 1942), deutscher Sprachwissenschaftler
- Kniffka, Jörg (1941–2008), deutscher Pfarrer, Theologe, Soziologe und Hochschullehrer
- Kniffka, Rolf (* 1949), deutscher Jurist und Richter am Bundesgerichtshof
- Kniffki, Oliver (* 1973), deutscher Schauspieler
- Kniffler, Franz, deutscher Bürgermeister
- Kniffler, Louis (1827–1888), deutscher Kaufmann und Unternehmer

### Knig
- Knigge, Adolph (1752–1796), deutscher Schriftsteller und AufklärerAdolph Knigge (1752–1796)

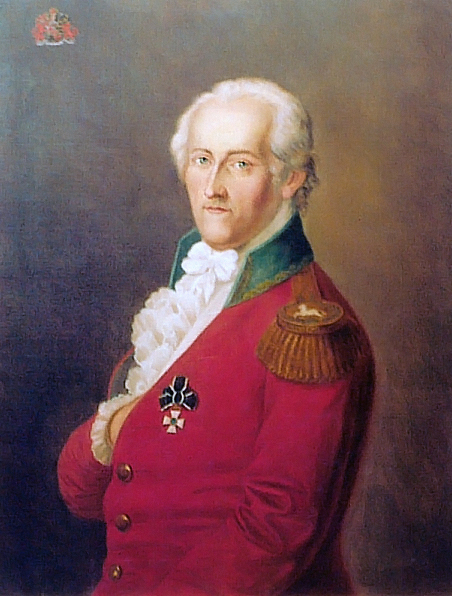
Adolph Knigge (1752–1796)

- Knigge, Almuth (1967–2017), deutsche Journalistin
- Knigge, Andreas C. (* 1957), deutscher Autor, Journalist und Lektor
- Knigge, Arnold (* 1948), deutscher Jurist und Bremer Staatsrat
- Knigge, Friedrich (1900–1947), deutscher Psychiater und Euthanasietäter
- Knigge, Friedrich Ulrich von (1618–1683), kaiserlicher Obrist, Oberst und kurkölnischer Kammerherr
- Knigge, Georg Ernst von (1651–1705), kurbrandenburgischer Amtshauptmann
- Knigge, Jobst (* 1944), deutscher Journalist und Historiker
- Knigge, Jobst (* 1967), deutscher Regisseur und Drehbuchautor von Dokumentarfilmen
- Knigge, Jobst Hilmar von (1605–1683), kaiserlicher Obrist, Generalfeldmarschallleutnant und Kommandant von Glogau
- Knigge, Kristjan (* 1972), dänisch-britischer Filmemacher
- Knigge, Magnus (* 1974), deutscher Bobfahrer
- Knigge, Margarethe, Opfer der Hexenverfolgung
- Knigge, Matthew (* 1996), US-amerikanischer Volleyballspieler
- Knigge, Maximilian Friedrich Casimir von (1653–1721), deutscher Adliger und kurländischer Oberhofmarschall
- Knigge, Moritz Freiherr (1968–2021), deutscher Berater für Umgangsformen und ein Nachfahre von Adolph Freiherr Knigge
- Knigge, Otto (1835–1883), deutscher Maler und Zeichenlehrer
- Knigge, Ursula (1930–2010), deutsche Klassische Archäologin
- Knigge, Volkhard (* 1954), deutscher Historiker und Geschichtsdidaktiker
- Knigge, Wilhelm (1906–1995), deutscher Widerstandskämpfer und Politiker (KPD/SED/PDS), MdBB
- Knigge, Wilhelm Freiherr (1863–1932), deutscher Rittergutsbesitzer und Politiker, MdR
- Knigge, Wolfgang (1920–2012), deutscher Forstwissenschaftler, Holzwissenschaftler und Hochschullehrer
- Knight, Alex, US-amerikanischer Schauspieler und Moderator
- Knight, Alex (* 2001), US-amerikanischer Volleyballspieler
- Knight, Amanda, Maskenbildnerin
- Knight, Andrenette (* 1996), jamaikanische Hürdenläuferin und Sprinterin
- Knight, Angela, US-amerikanische Romance-Autorin
- Knight, Aramis (* 1999), amerikanischer SchauspielerAramis Knight (* 1999)

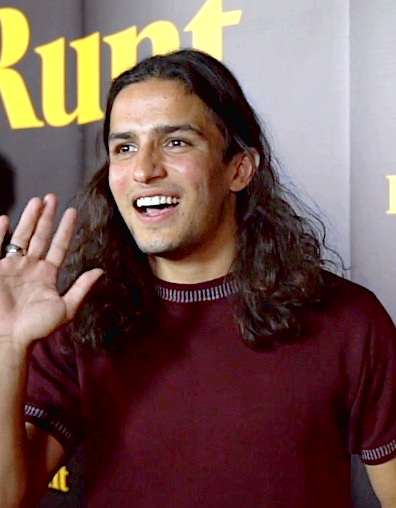
Aramis Knight (* 1999)

- Knight, Baker (1933–2005), US-amerikanischer Rockabilly-Musiker und Songwriter
- Knight, Barry (* 1938), englischer Cricketspieler
- Knight, Beverley (* 1973), britische R&B-/Soul-Sängerin
- Knight, Bianca (* 1989), US-amerikanische Leichtathletin
- Knight, Billy (* 1935), britischer Tennisspieler
- Knight, Bob (1940–2023), US-amerikanischer Basketballtrainer
- Knight, Bob (* 1941), US-amerikanischer Politiker
- Knight, Brandon (* 1991), US-amerikanischer Basketballspieler
- Knight, Brevin (* 1975), US-amerikanischer Basketballspieler
- Knight, C. Darin, US-amerikanischer Tonmeister
- Knight, Carlos (* 1993), US-amerikanischer Schauspieler
- Knight, Carole (* 1957), englische Tischtennisspielerin
- Knight, Castleton (1894–1970), britischer Filmproduzent und Filmregisseur

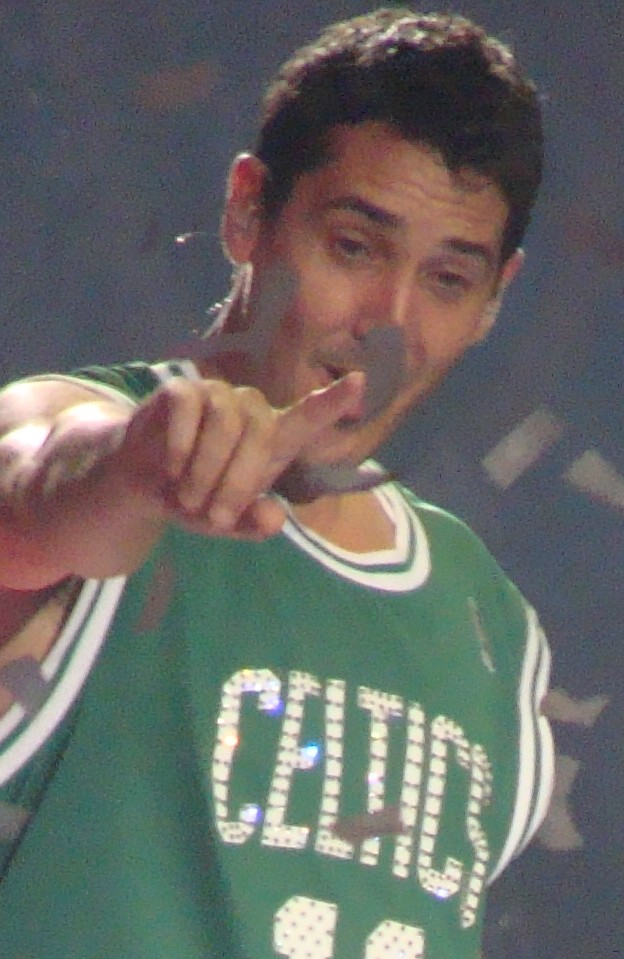
Jonathan Knight (* 1968)

- Knight, Chad (* 1970), US-amerikanischer Pornodarsteller
- Knight, Charles (1791–1873), englischer Schriftsteller und Verleger
- Knight, Charles Landon (1867–1933), US-amerikanischer Politiker
- Knight, Charles R. (1874–1953), US-amerikanischer Künstler
- Knight, Charles T. (1931–2023), US-amerikanischer Tonmeister
- Knight, Charles Yale (1868–1940), US-amerikanischer Konstrukteur, Erfinder des Schiebermotors
- Knight, Chip (* 1975), US-amerikanischer Skirennläufer
- Knight, Chris (* 1960), US-amerikanischer Country-Musiker und Songwriter
- Knight, Christopher (* 1950), US-amerikanischer Kunstkritiker
- Knight, Clare (* 1966), irische Filmeditorin im Bereich Animationsfilm
- Knight, Corban (* 1990), kanadischer Eishockeyspieler
- Knight, Curtis (1929–1999), US-amerikanischer Soulsänger und Songschreiber
- Knight, Damon (1922–2002), US-amerikanischer Autor
- Knight, Daniel Ridgway (1839–1924), US-amerikanischer Maler
- Knight, David M. (1936–2018), britischer Wissenschaftshistoriker
- Knight, Don (1933–1997), US-amerikanischer Film-, Fernseh- und Bühnenschauspieler
- Knight, Donald (* 1947), kanadischer Eiskunstläufer
- Knight, E. E. (* 1965), US-amerikanischer Schriftsteller
- Knight, Earl († 2008), US-amerikanischer Jazzmusiker
- Knight, Elliot (* 1990), britischer Schauspieler
- Knight, Erastus C. (1857–1923), US-amerikanischer Geschäftsmann und Politiker
- Knight, Eric (1897–1943), US-amerikanischer Schriftsteller
- Knight, Esmond (1906–1987), britischer Theater- und Filmschauspieler
- Knight, Evelyn (1917–2007), US-amerikanische Sängerin
- Knight, Evelyn Dawn (* 1942), englische Trickbetrügerin
- Knight, Frank (1885–1972), US-amerikanischer Wirtschaftswissenschaftler
- Knight, Frank (* 1941), australischer Wildtierillustrator
- Knight, Fuzzy (1901–1976), US-amerikanischer Schauspieler
- Knight, Gladys (* 1944), US-amerikanische Sängerin und SchauspielerinGladys Knight (* 1944)

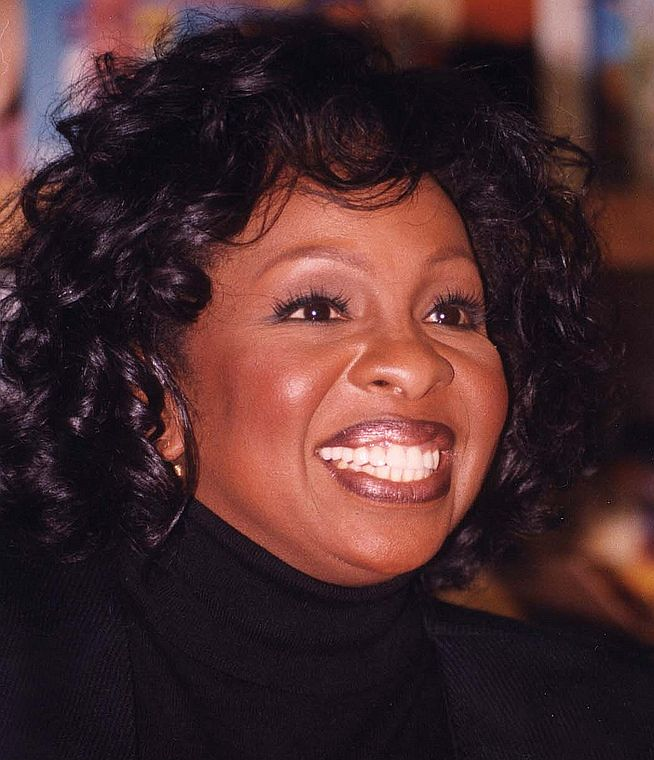
Gladys Knight (* 1944)

- Knight, Goodwin (1896–1970), US-amerikanischer Politiker
- Knight, Gwendolyn (1913–2005), US-amerikanische Bildhauerin
- Knight, Harold (1874–1961), britischer Porträt-, Genre- und Landschaftsmaler
- Knight, Heather (* 1990), englische Cricketspielerin
- Knight, Hilary (* 1989), US-amerikanische Eishockeyspielerin
- Knight, Holly (* 1956), US-amerikanische Songwriterin, Musikerin und Sängerin
- Knight, Horatio G. (1818–1895), US-amerikanischer Politiker
- Knight, Ian (* 1956), britischer Historiker
- Knight, Jak (1993–2022), US-amerikanischer Schauspieler
- Knight, James, britischer Seefahrer und Gouverneur der Hudson’s Bay Company
- Knight, James Brookes (1888–1960), US-amerikanischer Paläontologe
- Knight, Jason (* 2001), irischer Fußballspieler
- Knight, Jasper (1909–1972), britischer Manager
- Knight, Jean (1943–2023), US-amerikanische Soul- und R&B-Sängerin
- Knight, Jessie (* 1994), britische Hürdenläuferin
- Knight, Jill, Baroness Knight of Collingtree († 2022), britische Politikerin (Conservative Party)
- Knight, Jim (* 1965), britischer Politiker, Mitglied des House of Commons
- Knight, John, englischer Seefahrer
- Knight, John (* 1945), US-amerikanischer Konzeptkünstler
- Knight, John Stephen (* 1942), US-amerikanischer Geistlicher, emeritierter Weihbischof in Toronto
- Knight, Jonathan (1787–1858), US-amerikanischer Politiker
- Knight, Jonathan (* 1968), US-amerikanischer SängerJonathan Knight (* 1968)
- Knight, Jordan (* 1970), US-amerikanischer Popsänger
- Knight, Josh (* 1997), englischer Fußballspieler
- Knight, Josie (* 1997), irische Radsportlerin
- Knight, Julia, US-amerikanische Logikerin
- Knight, June (1913–1987), US-amerikanische Schauspielerin, Sängerin und Tänzerin
- Knight, Justyn (* 1996), kanadischer Leichtathlet
- Knight, JZ (* 1946), US-amerikanische Gründerin einer neureligiösen Bewegung und Autorin
- Knight, Katherine (* 1955), australische Mörderin
- Knight, Kycia (* 1992), Cricketspielerin der West Indies
- Knight, Kyshona (* 1992), Cricketspielerin der West Indies
- Knight, Larry (* 1956), US-amerikanischer Basketballspieler
- Knight, Laura (1877–1970), britische Malerin
- Knight, Louis Aston (1873–1948), US-amerikanischer Landschaftsmaler
- Knight, Marcos (* 1989), US-amerikanischer Basketballspieler
- Knight, Margaret E. (1838–1914), US-amerikanische Erfinderin
- Knight, Mark (* 1973), britischer Tech House-DJ, Remixer und Musikproduzent
- Knight, Martin (* 1983), neuseeländischer Squashspieler
- Knight, Matthew (* 1994), US-amerikanischer Schauspieler
- Knight, Max (1909–1993), Schriftsteller und Übersetzer
- Knight, Maxwell (1900–1968), britischer Geheimdienstmitarbeiter und Autor von Naturbüchern
- Knight, Michael Muhammad (* 1977), US-amerikanischer Romanautor, Essayist und Journalist
- Knight, Michelle (* 1981), amerikanisches Entführungsopfer
- Knight, Nehemiah (1746–1808), US-amerikanischer Politiker
- Knight, Nehemiah R. (1780–1854), US-amerikanischer Politiker
- Knight, Newton (1829–1922), US-amerikanischer DeserteurNewton Knight (1829–1922)

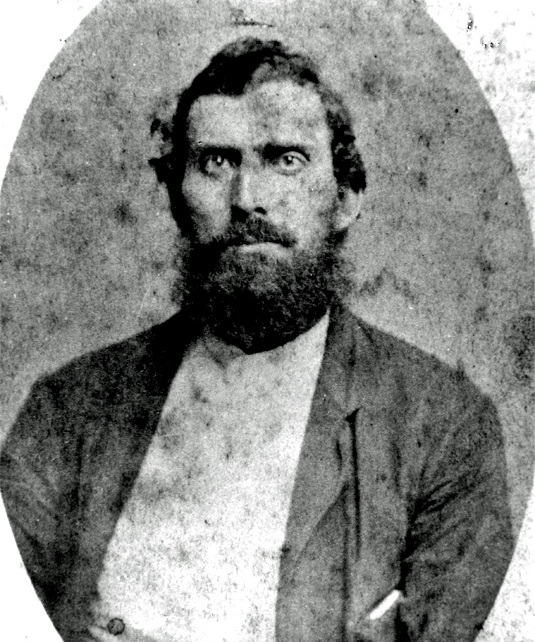
Newton Knight (1829–1922)

- Knight, Nick (* 1958), britischer Fotograf
- Knight, Norman L. (1895–1972), amerikanischer Science-Fiction-Autor
- Knight, Oliver (* 2001), britischer Radrennfahrer
- Knight, Patricia (1915–2004), US-amerikanische Schauspielerin
- Knight, Peter (* 1947), britischer Folkmusiker (Banjo, Geige, Vokal)
- Knight, Peter L (* 1947), britischer Physiker
- Knight, Philip (* 1938), US-amerikanischer Gründer und Vorstandsvorsitzender des Konzerns Nike Inc.Philip Knight (* 1938)

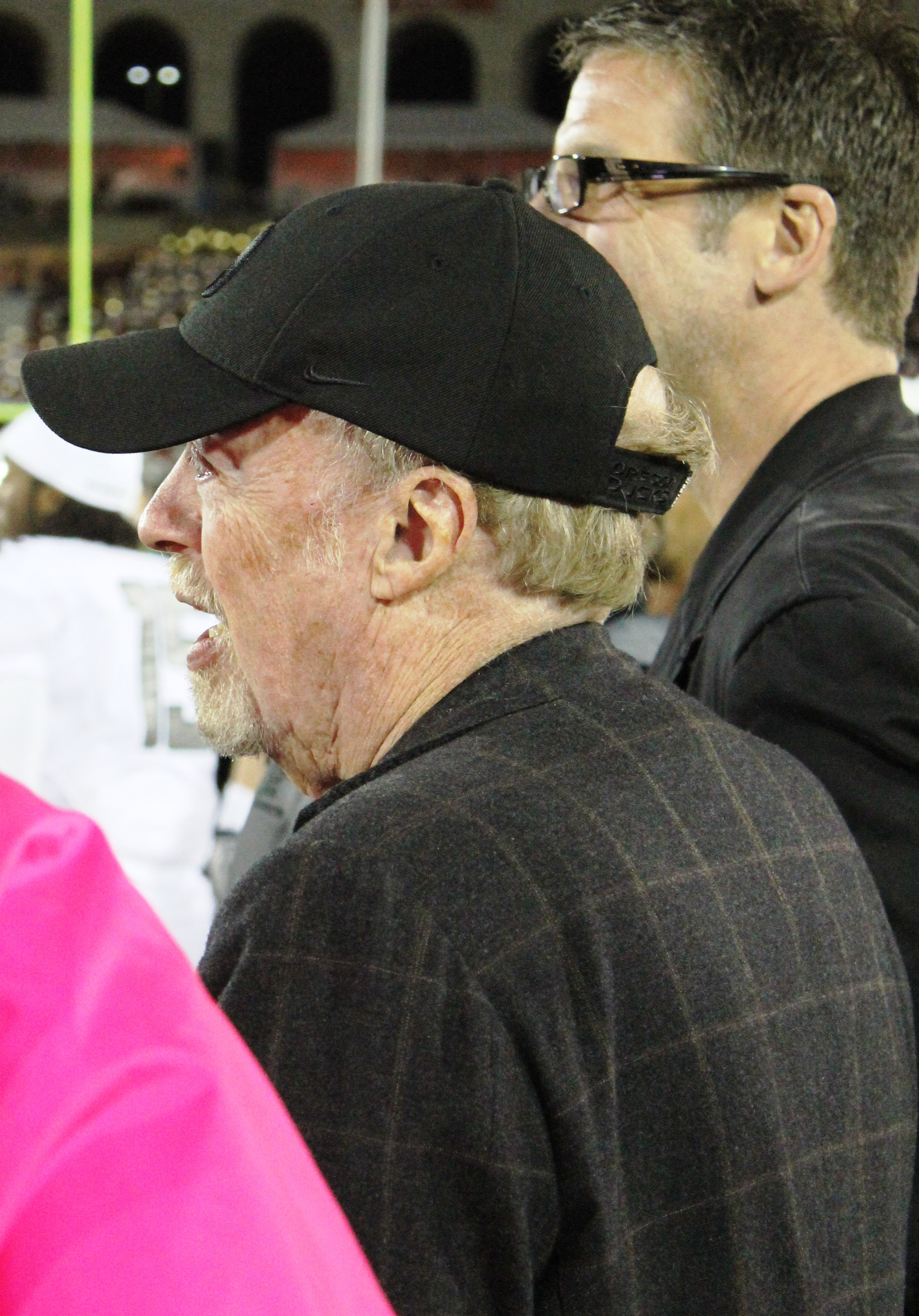
Philip Knight (* 1938)

- Knight, R. J. B. (* 1944), britischer Marinehistoriker
- Knight, Richard Payne (1750–1824), britischer Kunstkenner, Sammler und Amateurarchäologe
- Knight, Rob (* 1976), neuseeländischer Biologe an der University of California, San Diego
- Knight, Robert (1945–2017), US-amerikanischer Sänger
- Knight, Robert Graham (* 1952), britischer Historiker
- Knight, Sandra (* 1939), US-amerikanische Schauspielerin
- Knight, Sarah (* 1975), britische Latinistin
- Knight, Sasha, US-amerikanischer Kinderdarsteller
- Knight, Shirley (1936–2020), US-amerikanische Schauspielerin
- Knight, Spencer (* 2001), US-amerikanischer Eishockeytorwart
- Knight, Sterling (* 1989), US-amerikanischer Schauspieler und Sänger
- Knight, Steve (1935–2013), US-amerikanischer Rock- und Jazzmusiker
- Knight, Steve (* 1966), US-amerikanischer Politiker
- Knight, Steve (1973–2019), englischer Poolbillardspieler
- Knight, Steven (* 1959), britischer Drehbuchautor, Film- und Fernsehregisseur
- Knight, Suge (* 1965), US-amerikanischer Hip-Hop-ProduzentSuge Knight (* 1965)

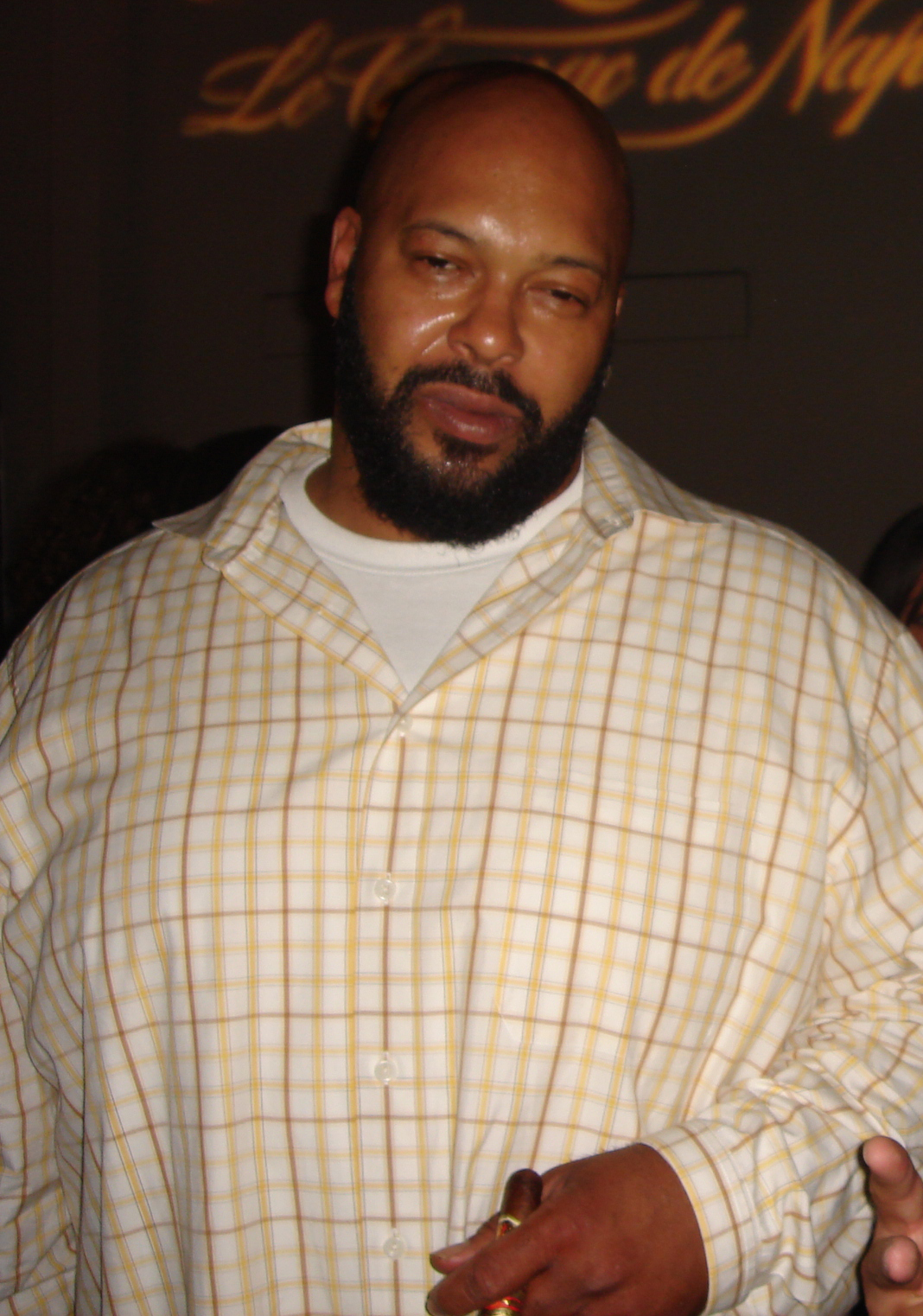
Suge Knight (* 1965)

- Knight, T. R. (* 1973), US-amerikanischer Schauspieler
- Knight, Ted (1923–1986), US-amerikanischer Schauspieler
- Knight, Thomas Andrew (1759–1838), britischer Botaniker
- Knight, Thomas E. (1898–1937), US-amerikanischer Politiker und Jurist
- Knight, Tiffany (* 1975), US-amerikanische Biologin und Ökologin
- Knight, Tim (* 1959), englischer Komponist, Chorleiter und Musikpädagoge
- Knight, Tommy (* 1993), britischer Schauspieler
- Knight, Travis (* 1973), US-amerikanischer Animator, Filmschaffender und ehemaliger Rapper
- Knight, Walter D. (1919–2000), US-amerikanischer Physiker
- Knight, Wayne (* 1955), US-amerikanischer Schauspieler
- Knight, Wilbur Clinton (1858–1903), Geologe
- Knight, Wilfried (1975–2013), französischer Pornodarsteller
- Knight, William (1475–1547), Staatssekretär Heinrichs VIII. von England
- Knight, William John (1929–2004), US-amerikanischer Astronaut, Testpilot und Politiker
- Knight, Zat (* 1980), englischer Fußballspieler
- Knight, Zonovan (* 2001), US-amerikanischer American-Football-Spieler
- Knightley, Keira (* 1985), britische Schauspielerin
- Knightley, Phillip (1929–2016), australischer Journalist, Kritiker und Autor von Sachbüchern
- Knightley, Will (* 1946), britischer Schauspieler
- Knighton, Brad (* 1985), US-amerikanischer Fußballspieler
- Knighton, Erriyon (* 2004), US-amerikanischer Sprinter
- Knighton, Leslie (1884–1959), englischer Fußballtrainer
- Knighton, Zachary (* 1978), US-amerikanischer Schauspieler
- Knights, Christopher (* 1972), britischer Schauspieler und Editor
- Knights, Philip, Baron Knights (1920–2014), britischer Polizist und Politiker

### Knih
- Knihtilä, Elina (* 1971), finnische Schauspielerin und Synchronsprecherin

### Knij
- Knijnenburg, Anne (* 2002), niederländische Leichtathletin und Radrennfahrerin
- Knijnenburg, David (* 1967), australischer Schauspieler

### Knil
- Knill, Christoph (* 1965), deutscher Politikwissenschaftler
- Knill, Dominik (* 1958), Schweizer Pilot, Manager
- Knill, Georg (* 1973), österreichischer Unternehmer
- Knill, Paolo (1932–2020), Schweizer Kunsttherapeut und Wissenschaftler
- Knill-Kradolfer, Monika (* 1972), Schweizer Politikerin
- Knille, Otto (1832–1898), deutscher Historienmaler
- Kniller, Zacharias (1611–1675), deutscher Porträtmaler
- Knilli, Friedrich (1930–2022), deutscher Medienwissenschaftler
- Knilli, Maria (* 1959), österreichische Filmregisseurin, Drehbuchautorin, Filmproduzentin und Filmeditorin
- Knilling, Eugen von (1865–1927), deutscher PolitikerEugen von Knilling (1865–1927)

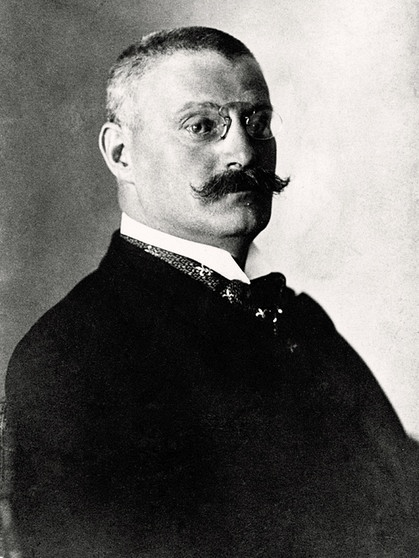
Eugen von Knilling (1865–1927)

- Knillmann, Ingo (1963–2024), deutscher Basketballspieler

### Knin
- Knína, Matěj z († 1410), tschechischer Anhänger der Hussiten
- Knindža, Baja Mali (* 1966), serbischer Turbo-Folk-Sänger

### Knio
- Knioła, Adam (1911–1942), polnischer Fußballspieler
- Kniola, Franz-Josef (* 1943), deutscher Politiker (SPD), MdL

### Knip
- Knip, Henriëtte Geertruida (1783–1842), niederländische Malerin und Zeichnerin
- Knip, Kirsten (* 1992), niederländische Volleyballspielerin
- Knipe, Bradly (* 1998), neuseeländischer Bahnradsportler
- Knipfel, Jim (* 1965), US-amerikanischer Schriftsteller
- Knipfer, Hermann (1934–2006), deutscher Politiker (CSU), MdL
- Knipfer, Kurt (1892–1969), deutscher Ministerialbeamter
- Kniphof, Johann Hieronymus (1704–1763), deutscher Arzt und Botaniker
- Kniphoff, Claus († 1525), dänischer Admiral und Seeräuber
- Knipius, Johann († 1586), deutscher Humanist, Lehrer und Theologe
- Knipling, Edward F. (1909–2000), US-amerikanischer Entomologe
- Kniplová, Naděžda (1932–2020), tschechische Opernsängerin
- Knipowitsch, Nikolai Michailowitsch (1862–1939), russisch-sowjetischer Ichthyologe und Hydrologe
- Knipp, Günther (1935–2019), deutscher Zeichner und emeritierter Professor
- Knipp, Hans (1946–2011), deutscher Komponist und Textdichter in Kölner Mundart
- Knipp, Heinrich Georg (1763–1842), deutscher Bürgermeister und Politiker
- Knipp, Isabelle (* 1993), deutsche Fußballspielerin
- Knipp, Joe (* 1954), deutscher Autor, Sänger, Theaterregisseur und Theaterleiter
- Knipp, Russell (1942–2006), US-amerikanischer Gewichtheber
- Knippel, Anja (* 1974), deutsche Leichtathletin
- Knippel, Dorival (1917–1990), brasilianischer Fußballtrainer
- Knippel, Ernst (1811–1900), deutscher Zeichner, Grafiker, Illustrator, Kupferstecher und Verleger
- Knippelmeyer, Lena (* 1990), deutsche Rollstuhlbasketballspielerin
- Knippenberg, Franz (1908–1993), Widerstandskämpfer gegen den Nationalsozialismus (Rote Kapelle)
- Knippenberg, Herbert (1914–1970), deutscher Schauspieler, Sänger, Theaterregisseur, Hörspiel- und Synchronsprecher
- Knippenberg, Jörg (* 1959), deutscher Eishockeytorwart
- Knippenberg, Joseph (1876–1943), deutscher Fotograf
- Knippenborg, Lynn (* 1992), niederländische Handballspielerin
- Knipper, Adolf (* 1916), deutscher Politiker (CDU)
- Knipper, Heinrich (1919–1991), deutscher Politiker (CDU)
- Knipper, Ingeborg (* 1932), deutsche Politikerin (CDU), MdHB
- Knipper, Johann Adam der Ältere (1746–1811), deutscher Architekt und Baumeister
- Knipper, Johann Adam der Jüngere (1784–1870), deutscher Architekt und Baumeister
- Knipper, Lew Konstantinowitsch (1898–1974), sowjetischer Komponist
- Knipper, Michael (* 1967), deutscher Medizinhistoriker
- Knipper, Olga Leonardowna (1868–1959), sowjetische Schauspielerin
- Knipper, Rolf (1955–2008), deutscher Modelleisenbahn-Autor
- Knipperdolling, Bernd († 1536), Führer der Täufer und Bürgermeister von Münster
- Knippers, Jan (* 1962), deutscher Bauingenieur und Hochschullehrer
- Knippers, Rolf (1936–2017), deutscher Molekulargenetiker und Professor an der Universität Konstanz
- Knippert, August (1913–1978), deutscher Politiker (SPD), MdL
- Knippert, Luisa (* 1998), deutsche Handballspielerin
- Knippertz, Torsten (* 1970), deutscher Schauspieler, Stadionsprecher und ModeratorTorsten Knippertz (* 1970)

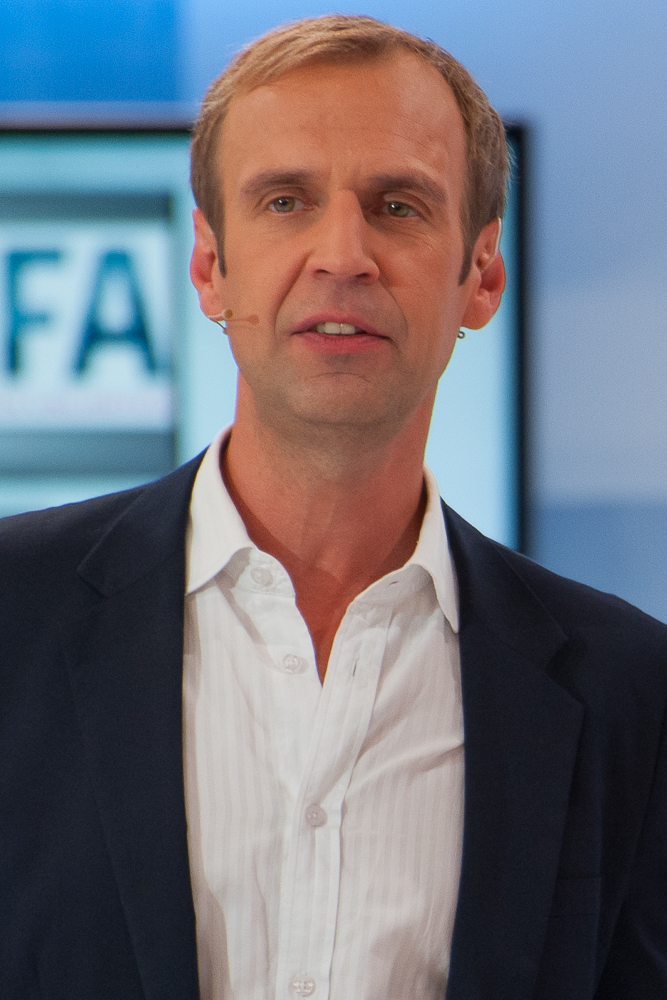
Torsten Knippertz (* 1970)

- Knipphals, Hansjürgen (1929–2017), deutscher Handballspieler
- Knipphals, Jens (* 1958), deutscher Weitspringer
- Knipphals, Sven (* 1985), deutscher LeichtathletSven Knipphals (* 1985)

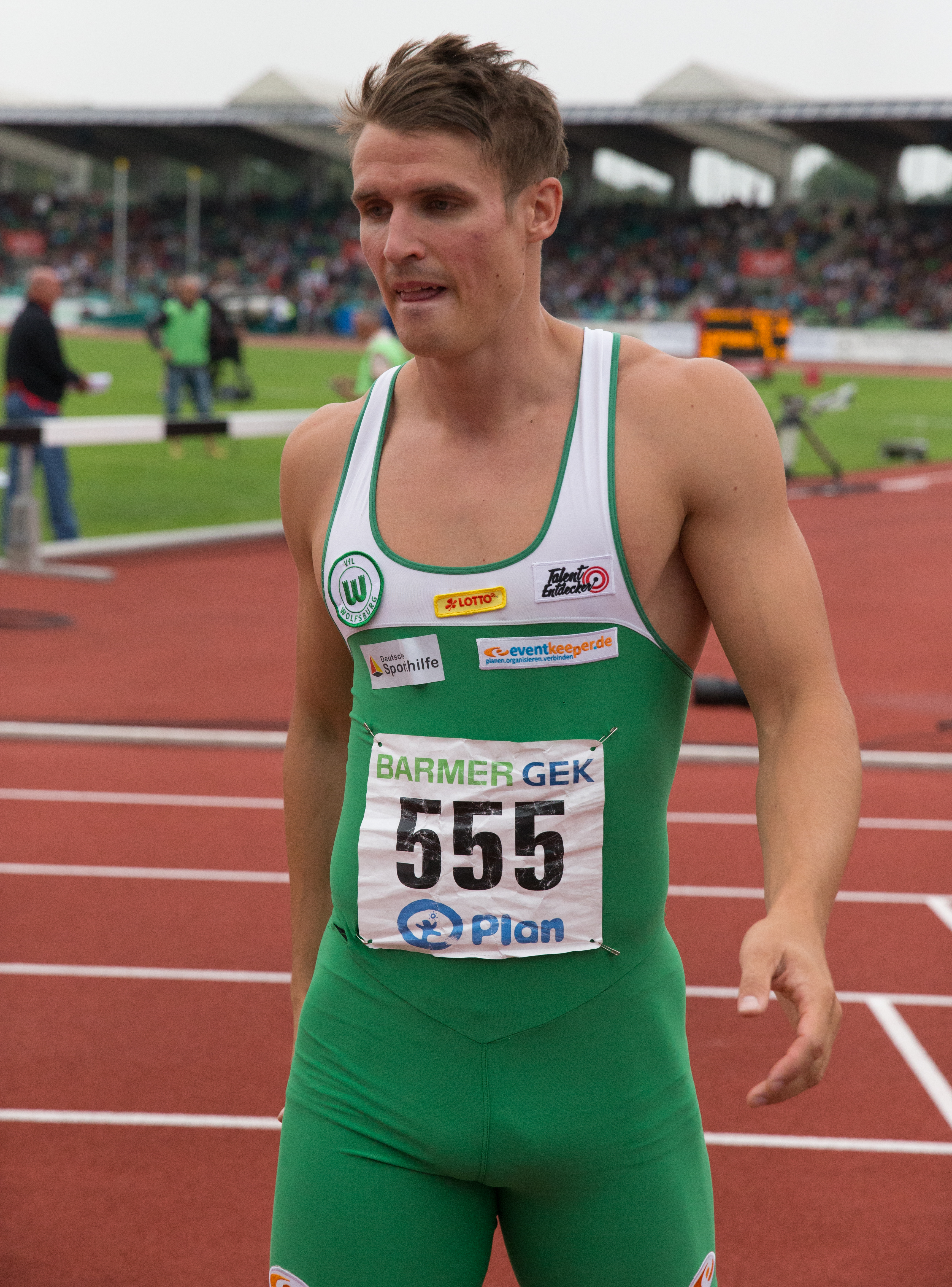
Sven Knipphals (* 1985)

- Knipping, Andreas (* 1952), deutscher Jurist und Autor
- Knipping, Angelika (* 1961), deutsche Schwimmerin
- Knipping, Elisabeth (1869–1951), deutsche Pädagogin und Frauenrechtlerin
- Knipping, Erwin (1844–1922), deutscher Meteorologe und Kartograf
- Knipping, Franz (1875–1966), deutscher Bauingenieur und Hochschullehrer
- Knipping, Franz (* 1944), deutscher Historiker
- Knipping, Georg (1814–1886), preußischer Generalleutnant
- Knipping, Hubert (1868–1955), deutscher Diplomat
- Knipping, Hugo Wilhelm (1895–1984), deutscher Internist
- Knipping, Paul (1883–1935), deutscher Physiker
- Knipping, Richard (1865–1950), deutscher Archivar
- Knipping, Tim (* 1992), deutscher Fußballspieler
- Knippling, Andreas (* 1966), deutscher Springreiter
- Knippschild, Jens (* 1975), deutscher Tennisspieler
- Knipscheer, Frederik Samuel (1871–1955), niederländischer Theologe und Historiker
- Knipscheer, Rie (1911–2003), niederländische Malerin
- Knipschild, Karl (1935–2016), deutscher Politiker (CDU), MdL
- Knipschild, Philipp (1595–1657), deutscher Jurist und Rechtshistoriker
- Knipstro, Johannes (1497–1556), lutherischer Theologe und Reformator

### Knir
- Knirr, Heinrich (1862–1944), deutscher MalerHeinrich Knirr (1862–1944)

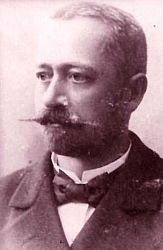
Heinrich Knirr (1862–1944)

- Knirsch, Eduard (1869–1955), österreichischer Arzt und Entomologe
- Knirsch, Hans (1877–1933), österreichischer und tschechoslowakischer deutsch-nationaler Politiker
- Knirsch, Hanspeter (* 1950), deutscher Parteifunktionär (Jungdemokraten, FDP), Stadtdirektor und Jurist
- Knirsch, Hubert (* 1961), deutscher Diplomat
- Knirsch, Maike (* 1995), deutsche Schauspielerin
- Knirsch, Stefan (* 1966), deutscher Manager und Vorstandsmitglied der Audi AG

### Knis
- Knischnik, Wadim Genrichowitsch (1962–1987), russischer Physiker
- Knisely, Mary (* 1959), US-amerikanische Langstreckenläuferin
- Knispel, Achim (1947–1999), deutscher Gitarrist, Maler und Zeichner
- Knispel, Alfred (1898–1945), deutscher Maler
- Knispel, Bernd (1945–2019), deutscher Radrennfahrer
- Knispel, Heike (* 1963), deutsche Radio-Moderatorin
- Knispel, Hermann (1855–1919), deutscher Theaterschauspieler und Buchautor
- Knispel, Hermann (1894–1986), deutscher Maurer und Politiker (NSDAP), MdPl
- Knispel, Kurt (1921–1945), deutscher Panzerkommandant im Zweiten WeltkriegKurt Knispel (1921–1945)

Kurt Knispel (1921–1945)

- Knispel, Mathias (* 1982), deutscher Politiker (AfD), MdL
- Knispel, Ulrich (1911–1978), deutscher Maler, Mosaikkünstler, Grafiker, Zeichner und Kunstpädagoge
- Knissel, Jakob (1905–1940), deutscher Politiker (NSDAP)
- Knissel, Jens (* 1962), deutscher Ingenieurwissenschaftler und Hochschullehrer
- Knissel, Maria (* 1964), deutsche Autorin
- Knissel, Walter (1934–2018), deutscher Hochschullehrer, Rektor der TU Clausthal
- Knister (* 1952), deutscher Kinderbuch-Autor

### Knit
- Knitel, Hans (1944–2017), österreichischer Jurist und Diplomat
- Kniter, Yevgeni (* 1982), israelischer Eishockeyspieler
- Knitsch, Peter (* 1960), deutscher politischer Beamter (Bündnis 90/Die Grünen)
- Knitschke, Marie (1857–1940), deutsche Schriftstellerin
- Knittel, Bastian (* 1983), deutscher Tennisspieler
- Knittel, Benedikt (1650–1732), deutscher Abt und Dichter
- Knittel, Bernhard (* 1949), deutscher Richter, Hochschullehrer und Fachbuchautor
- Knittel, Berthold (1853–1940), deutscher Bildhauer, Fotograf und Musiklehrer
- Knittel, Bruno (1918–1977), deutscher Bildhauer
- Knittel, Eric (* 1983), deutscher Ruderer
- Knittel, Franz Anton (1721–1792), deutscher evangelischer Geistlicher und Paläograf
- Knittel, Gustav (1914–1976), deutscher Offizier der Waffen-SS und Kriegsverbrecher
- Knittel, Gustav Adolf (1852–1909), deutscher Bildhauer
- Knittel, Hermann (* 1935), deutscher Gymnasiallehrer und Altphilologe
- Knittel, Hugo (1888–1958), deutscher Bildhauer
- Knittel, Johannes (1910–1989), deutscher Regisseur, Schauspieler und Drehbuchautor
- Knittel, John (1891–1970), Schweizer Schriftsteller
- Knittel, Josef Alois (1814–1875), deutscher Bildhauer
- Knittel, Karl Michael senior (1904–1972), deutscher Werbefachmann
- Knittel, Kaspar (1644–1702), deutsch-böhmischer Jesuit, Prediger, Philosoph und Mathematiker sowie Rektor der Karlsuniversität Prag
- Knittel, Krzysztof (* 1947), polnischer Komponist
- Knittel, Kurt (1910–1998), deutscher SS-Oberscharführer und Abteilungsleiter im KZ Auschwitz
- Knittel, Paul (1905–1982), deutscher Politiker (SPD), MdL Baden-Württemberg
- Knittel, Reinhard (* 1960), österreichischer römisch-katholischer Theologe und Hochschullehrer
- Knittel, Sonja (1925–2017), österreichische Sopranistin
- Knittel, Wilhelm (* 1935), deutscher Politiker (CSU)
- Knittelfelder, Marie (1885–1959), österreichische Schriftstellerin
- Knitter, Bernard (* 1938), polnischer Ringer
- Knitter, Paul F. (* 1939), US-amerikanischer katholischer Theologe, Religionswissenschaftler, ehemaliger römisch-katholischer Geistlicher und Hochschullehrer
- Knittermeyer, Hinrich (1891–1958), deutscher Bibliothekar und Philosoph
- Knittl, Engelbert (1882–1963), deutscher Baumeister
- Knittl, Karel (1853–1907), tschechischer Komponist, Dirigent und Musikpädagoge
- Knittl, Xaver (1873–1933), deutscher Baumeister
- Knittler, Herbert (1942–2023), österreichischer Wirtschafts- und Sozialhistoriker
- Knittler, Martin (1916–1958), deutscher SS-Oberscharführer
- Knittler, Stefan (* 1967), deutscher Sänger, Musiker und Komponist
- Knitz, Andreas (* 1963), deutscher Architekt und Künstler

### Kniu
- Kniukšta, Gintautas (* 1960), litauischer Politiker und Journalist

### Kniv
- Kniva, gotischer Fürst

### Kniz
- Knížák, Milan (* 1940), tschechischer Aktionskünstler und Musiker
- Kníže, František Max (1784–1840), böhmischer Musiker und Komponist
- Knize, Johann (1904–1944), österreichischer Bauarbeiter und Widerstandskämpfer gegen den Nationalsozialismus
- Knize, Josef (1908–1944), österreichischer Bauarbeiter und Widerstandskämpfer gegen den Nationalsozialismus
- Knizia, Klaus (1927–2012), deutscher Manager, Vorstandsvorsitzender der Vereinigten Elektrizitätswerke Westfalen AG (VEW)
- Knizia, Reiner (* 1957), deutscher Spieleautor
- Knizikevičius, Kęstutis (* 1990), litauischer Politiker und Bürgermeister von Biržai
- Knižka, Roman (* 1970), deutscher Schauspieler und Hörbuch- sowie HörspielsprecherRoman Knižka (* 1970)

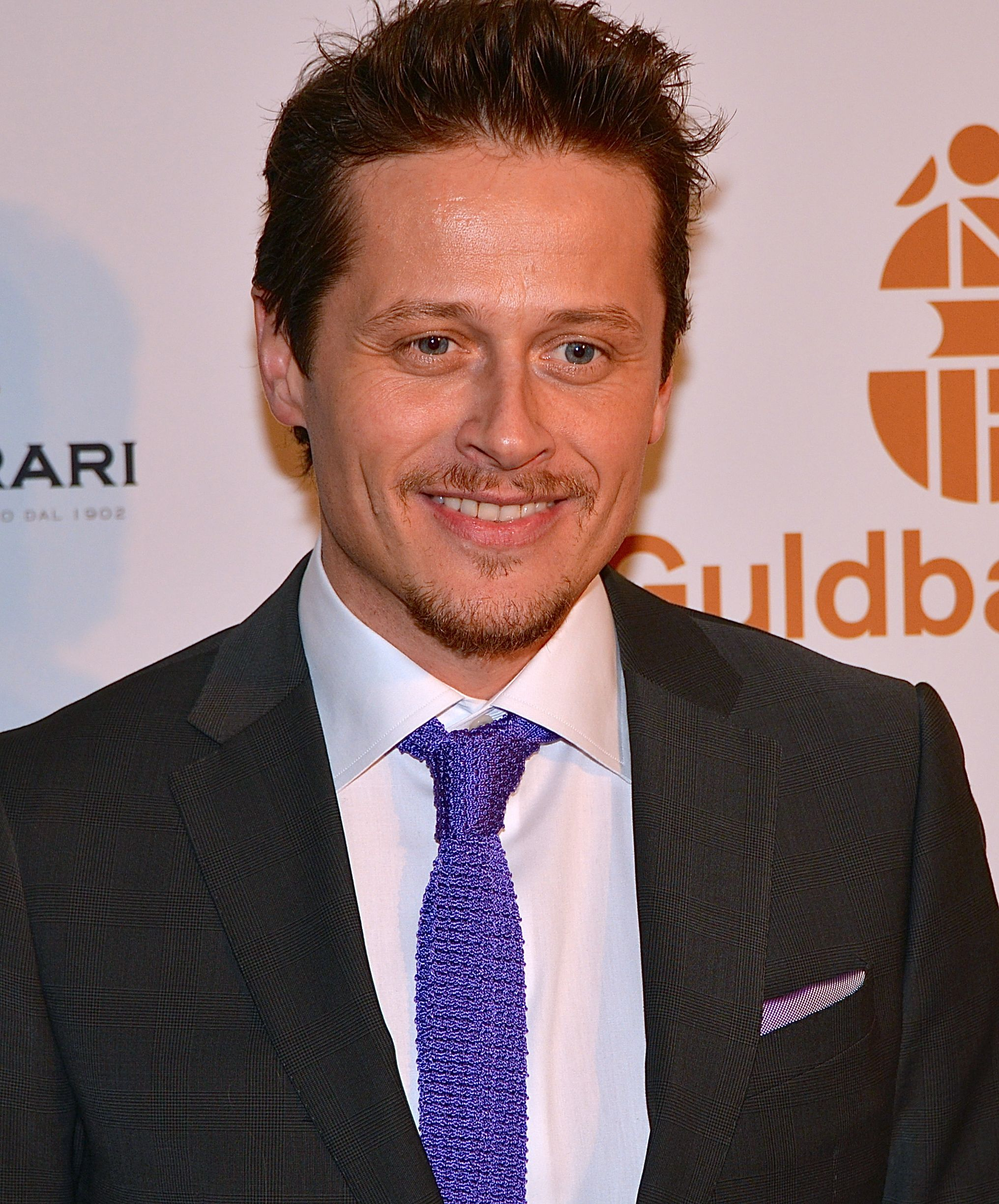
Roman Knižka (* 1970)

- Knížková, Iveta (* 1967), tschechische Biathletin